# Công nghệ pháp lý
Công nghệ pháp lý, còn được gọi là Legal Tech , đề cập đến việc sử dụng công nghệ và phần mềm nhằm cung cấp dịch vụ pháp lý. Các công ty Legal Tech nói chung là các công ty khởi nghiệp được thành lập với mục đích phá vỡ thị trường pháp lý bảo thủ theo truyền thống.

## Các định nghĩa
Theo truyền thống, công nghệ pháp lý đề cập đến việc ứng dụng công nghệ và phần mềm để giúp các công ty luật quản lý nghiệp vụ, lưu trữ tài liệu, thanh toán, kế toán và khám phá điện tử. Từ năm 2011, Legal Tech đã phát triển để liên kết nhiều hơn với các công ty khởi nghiệp công nghệ phá vỡ việc thực hành pháp luật bằng cách cho mọi người truy cập vào phần mềm trực tuyến làm giảm hoặc trong một số trường hợp loại bỏ sự cần thiết phải hỏi ý kiến luật sư hoặc kết nối mọi người với luật sư hiệu quả hơn thông qua trực tuyến thị trường và các trang web phù hợp với luật sư.

## Bối cảnh trong ngành
Ngành công nghiệp pháp lý được coi là bảo thủ và truyền thống, với Law Technology Today lưu ý rằng "trong 50 năm, trải nghiệm của khách hàng tại hầu hết các công ty luật hầu như không thay đổi". Lý do cho điều này bao gồm thực tế là các công ty luật phải đối mặt với các ưu đãi cắt giảm chi phí yếu hơn so với các ngành nghề khác (vì họ giao việc giải ngân trực tiếp cho khách hàng của họ) và được coi là không thích rủi ro (vì một lỗi công nghệ nhỏ có thể gây hậu quả tài chính đáng kể cho khách hàng).
Tuy nhiên, sự tăng trưởng của việc thuê các doanh nghiệp tư vấn nội bộ và độ phức tạp ngày càng tăng của họ, cùng với sự phát triển của email, đã dẫn đến việc khách hàng đặt ra áp lực chi phí và thời gian ngày càng tăng lên cho luật sư của họ. Ngoài ra, ngày càng có nhiều khuyến khích để luật sư trở thành người có năng lực về công nghệ, với việc bỏ phiếu của Hiệp hội Luật sư Hoa Kỳ vào tháng 8 năm 2012 để sửa đổi Quy tắc ứng xử chuyên nghiệp để yêu cầu luật sư tuân thủ "lợi ích và rủi ro liên quan đến công nghệ liên quan", và sự bão hòa của thị trường khiến nhiều luật sư tìm kiếm những cách thức tiên tiến hơn để cạnh tranh. Sự tăng trưởng theo cấp số nhân của khối lượng tài liệu (chủ yếu là email) phải được xem xét cho các vụ kiện tụng đã thúc đẩy đáng kể việc áp dụng công nghệ được sử dụng trong Khám phá Điện tử, với các yếu tố của ngôn ngữ máy và trí tuệ nhân tạo được kết hợp và các dịch vụ đám mây đã được các công ty luật áp dụng.
Trường Luật Stanford đã thành lập CodeX, Trung tâm Tin học Pháp lý, một trung tâm nghiên cứu liên ngành, cũng bao gồm các công ty được bắt đầu bởi các sinh viên luật và các nhà khoa học máy tính. Một số công ty đã ra khỏi chương trình bao gồm Lex Machina và Legal.io.

## Lĩnh vực ứng dụng

### Các lĩnh vực truyền thống ứng dụng Legal Tech bao gồm:
- Kế toán
- Thanh toán
- Tự động hóa tài liệu
- Lưu trữ tài liệu
- Khám phá điện tử
- Nghiên cứu pháp lý
- Quản lý nghiệp vụ
- Quản lý vụ việc

### Các lĩnh vực ứng dụng Legal Tech gần đây tập trung chủ yếu vào:
- Cung cấp các công cụ hay thị trường để kết nối khách hàng với luật sư
- Cung cấp các công cụ để người tiêu dùng và doanh nghiệp tự mình hoàn tất các vấn đề pháp lý mà không cần đến luật sư
- Phân tích dữ liệu và hợp đồng
- Tối ưu hóa nghiệp vụ pháp lý
- Sử dụng chữ ký số có ràng buộc về mặt pháp lý giúp xác minh nhận dạng số của từng người ký để duy trì chuỗi lữu giữ tài liệu và cung cấp dấu vết kiểm tra
- Tự động hóa văn bản pháp lý hoặc các văn bản thiết thực khác sử dụng trong nghiệp vụ pháp lý
- Các nền tảng lên kế hoạch kế thừa, tức là viết di chúc, thông qua các ứng dụng trực tuyến
- Cung cấp các công cụ trợ giúp chuẩn bị hồ sơ định cư thay vì phải thuê luật sư[7][8]

## Công nghệ pháp lý tại Việt Nam
Tại Việt Nam, tuy LegalTech vẫn còn mới mẻ, nhưng Việt Nam cũng là một thị trường tiềm năng để phát triển ngành này đến từ sự phức tạp trong hệ thống quy định pháp luật, nhu cầu áp dụng luật của doanh nghiệp, sự phát triển của ngành tư vấn luật và tiềm năng sáng tạo của các startup.
Việc áp dụng công nghệ không chỉ giúp doanh nghiệp dễ dàng tiếp cận, cập nhật được các chính sách mới mà còn giúp giảm thiểu việc ban hành trùng lặp, chồng chéo các chính sách.